# معالجة المعلومات الاجتماعية (إدراك)
تشير معالجة المعلومات الاجتماعية (بالإنجليزية: Social information processing)‏ إلى نظرية عن كيفية قيام الأفراد، وخاصة الأطفال، بإنشاء علاقات ناجحة مع المجتمع (أو فشلهم في تأسيسها). وتشير الدراسات إلى أن أجزاء الدماغ التي تنشط خلال التفاعل الاجتماعي كله، هي اللوزة، والقصبات الأمامية البطنية، والقشرة الحسية الجسدية الصحيحة وغيرها.
في المواقف الاجتماعية، يُطابق الأطفال تعبيرات وجه الأشخاص المجهولين مع ذكريات التجارب السابقة. وهذا يساعدهم على إدراك الحالة المزاجية أو الطبيعة الواضحة للشخص الذي يتفاعلون معه. وباإلضافة إلى معلومات الوجه، يمكن لعوامل مثل لغة الجسد أن تلعب دورا مهما في تحديد كيفية التصرف في الموقف الجتماعي.
عندما يواجه الأطفال موقفا اجتماعيا فإن سلسلة من العمليات النفسية تحدث قبل أن يستجيب الطفل. أولا، ينظر الطفل إلى السمات المختلفة للموقف ويفهم الأفكار ذات الصلة. ثانيا، يحاول إسناد المعلومات إلى كل مشارك. ثالثا، يقوم بتوليد الأجوبة ورابعا، يختار ردا على السلوك الأخير.
هناك نوعان من الأشكال العامة لمعالجة المعلومات: العاطفة والإدراك. ويمكن تفسير ذلك من خلال العواطف التي تقوم على الدافع، والإدراك على المعرفة. هذا المفهوم يمكن أن يفسر الحالات في المجتمع لأنه يعكس كيف يتأثر الأفراد ببعضهم البعض.